# SAPO
O SAPO (acrónimo de Servidor de Apontadores Portugueses Online) é um portal português e fornecedor de produtos e serviços para a Internet. Fundado em 1995, como um apontador (buscador), é o maior portal de internet de Portugal. O logotipo atual do SAPO foi criado em 2014.
O SAPO é um concentrador de informação e conta com mais de 61 milhões de visitas por mês. 

## História
SAPO foi criado no dia 4 de setembro, 1995 na Universidade de Aveiro, pelo Centro de Informática da Universidade de Aveiro. O nome surgiu a partir da sigla do serviço, S.A.P. (Servidor de Apontadores Portugueses), e que mais tarde evoluiu para Servidor de Apontadores Portugueses Online, de onde surgiu o acrónimo SAPO.
Em 1997, passou a ser propriedade da empresa Navegante e passou a ter uma exploração comercial.
A Saber & Lazer - Informática e Comunicação S.A., adquiriu o SAPO à Navegante a Setembro de 1998.
Em Abril de 1999 foi feita a apresentação no Internet World 99 do novo SAPO, como o primeiro portal em língua portuguesa.
Também em 1999 é feita uma parceria com a Telepac, passando assim a ser o novo ISP (Internet Service Provider) deste serviço.
Em Agosto de 1999, a PT Multimédia - Serviços de Telecomunicações e Multimédia, SGPS, S.A. adquiriu 74,9% do capital da Saber e Lazer.
Em Maio de 2000 a empresa passou a ser detida a 100% pela PTM.com
Atualmente, o SAPO disponibiliza variados serviços de Internet como Blogs, Vídeos, Mail e Mapas.[carece de fontes?]

### Codebits
O SAPO Codebits foi um evento anual organizado pelo SAPO. Com mais de 900 participantes e um concurso de programação de 48 horas, o Codebits foi uma referência na comunidade tecnológica. O evento teve a sua primeira edição em 2007 e a última em 2014.[carece de fontes?]

## Serviços

### SAPO Blogs
O SAPO Blogs é um serviço gratuito de alojamento de blogs do portal SAPO, criado em novembro de 2003.[carece de fontes?]

### SAPO Vídeos
O SAPO Vídeos é um serviço de alojamento, divulgação e gestão de vídeos, lançado em 2006.

### SAPO Mail
O SAPO Mail é um serviço de correio eletrónico gratuito.

## Serviços desativados

### SAPO Fotos
O SAPO Fotos foi um serviço de alojamento, gestão e partilha de fotografias online, lançado pelo SAPO em 2005. Atingiu cerca de 200 mil utilizadores e 16 milhões de imagens, entre outros projectos associados conta com parceiros com a Agência Lusa que disponibilizava no SAPO Fotos o seu arquivo fotográfico ou o SAPO Panoramas, que agregava as melhores fotografias 360 graus tiradas em Portugal. O serviço foi desativado em 2017.

### SAPO international
O SAPO internacionalizou-se em 2008, abrindo portais localizados em Angola e Cabo Verde, seguindo-se Moçambique e Timor-Leste em 2010. Os portais agregavam conteúdos locais em parceria com meios de comunicação local. Em 2020, o serviço foi encerrado pela Altice, empresa detentora do SAPO.